# 잠재 공간
잠재 기능 공간 또는 임베딩 공간 이라고도 하는 잠재 공간은, 다양체 내에 존재하는 요소들의 집합으로 이루어진 매장공간이다. 잠재 공간에서는 각 요소들이 서로 더 비슷할수록 더 가까이에 위치하게 된다. 잠재 공간 내에서의 위치는 객체간의 유사성에서 나오는 잠재 변수 집합에 의해 정의되는 것으로 볼 수 있다.
대부분의 경우, 잠재 공간의 차원은 데이터 포인트가 그려지는 특성 공간의 차원보다 낮게 선택되므로 잠재 공간의 구성을 차원 축소나 데이터 압축의 한 형태로 볼 수 있다. 잠재 공간은 일반적으로 기계 학습을 통해 설정되며 분류기와 기타 지도 학습 예측기를 포함하여 기계 학습 모델의 특징 공간으로 사용할 수 있다.
기계 학습 모델의 잠재 공간 해석은 활발한 연구 분야이지만 잠재 공간의 완전한 해석은 달성하기 매우 어렵다. 기계 학습 모델의 블랙박스 특성으로 인해 잠재 공간은 완전히 직관적이지 않을 수 있기 때문이다. 또한, 잠재 공간은 고차원적이고 복잡하며 비선형적일 수 있으므로 해석의 어려움이 가중될 수 있다. 잠재 공간을 눈으로 확인할 수 있도록 하기 위해 일부 시각화 기술이 개발되기도 하였지만 잠재 공간 해석과 모델 자체 사이에 직접적인 연결은 없는 경우가 많다. 이러한 기술에는 t-분산 확률적 이웃 임베딩 (t-SNE)이 포함되며, 여기서 잠재 공간은 시각화를 위해 2차원으로 매핑되었다. 잠재 공간 거리에는 물리적 단위가 존재하지 않으므로 잠재 공간 거리의 해석은 실제 해석 방식에 따라 달라질 수 있다.
데이터 집합과 유사성 함수를 제시하였을 때 잠재 공간을 생성하는 여러 알고리즘이 존재하고 있다.

## 같이 보기
- 잠재 의미 분석
- 다양체 가설
- 자기조직화 지도

## 참고
- 유도 토폴로지
- 클러스터링 알고리즘
- 고유 차원
- 잠재 의미 분석
- 자기 조직화 지도
- 다양체 가설(Manifold hypothesis)